# Exocentrus misellus
Exocentrus misellus là một loài bọ cánh cứng trong họ Cerambycidae.